# Jone Samuelsen
Pour les articles homonymes, voir Samuelsen.
Jone Samuelsen est un footballeur norvégien, né le 6 juillet 1984 à Stavanger.

## Biographie
Le 25 septembre 2011, lors de la 26e journée du championnat de Norvège, il inscrit face à Tromsø IL un but de la tête. Ce geste qui peut sembler anecdotique, va pourtant faire parler de lui. En effet, Samuelsen se trouve à ce moment-là, dans sa propre moitié de terrain et le ballon, après une trajectoire de 58,13 mètres, finit sa course au fond des filets désertés par le gardien adverse (Marcus Sahlman (en)). Ce coup de tête lointain pourrait le faire entrer dans le Livre Guinness des records.